# Qaraçuxur
Qaraçuxur este un oraș din Azerbaidjan. În 2008 avea 77619 locuitori.